# Vännijänkkä
Vännijänkkä este o arie protejată (arie specială de conservare — SAC, sit de importanță comunitară — SCI) din Suedia întinsă pe o suprafață de 948,2 ha, integral pe uscat.

## Localizare
Centrul sitului Vännijänkkä este situat la coordonatele 67°18′41″N 23°12′20″E / 67.3114°N 23.2055°E.

## Înființare
Situl Vännijänkkä a fost declarat sit de importanță comunitară în decembrie 1998 pentru a proteja 3 specii de plante și 3 specii de animale. Situl a fost protejat și ca arie specială de conservare în martie 2011.

## Biodiversitate
Situată în ecoregiunea boreală, aria protejată conține 10 habitate naturale: Mlaștini alcaline, Taiga vestică, Păduri aluvionare cu Alnus glutinosa și Fraxinus excelsior (Alno-Padion, Alnion incanae, Salicion albae), Lacuri și iazuri distrofice naturale, Turbării Aapa, Mlaștini turboase de tranziție și turbării mișcătoare, Păduri caducifoliate de mlaștină fino-scandinave, Mlaștini împădurite, Cursuri de apă de la nivel de câmpie la nivel montan, cu vegetație Ranunculion fluitantis și Callitricho-Batrachion, Izvoare fino-scandinave și mlaștini produse de izvoare bogate în minerale.
La baza desemnării sitului se află mai multe specii protejate:
- plante (3): papucul doamnei (Cypripedium calceolus), Hamatocaulis vernicosus, ochii-șoricelului (Saxifraga hirculus)
- mamifere (2): vidră de râu (Lutra lutra), râs eurasiatic (Lynx lynx)
- nevertebrate (1): Vertigo geyeri